# Формула Хазена — Вильямса
Формула Хазена — Вильямса — эмпирическая формула, устанавливающая связь свойств потока воды в трубопроводе с физическими свойствами трубы и падением давления вследствие трения. Формула используется при конструировании водопроводных систем, таких как спринклеры, системы водоснабжения и оросительные системы.
Преимуществом формулы Хазена — Вильямса является то, что коэффициент шероховатости С не является функцией числа Рейнольдса, но эта формула применима только для потоков воды. Кроме того, она не учитывает температуру и вязкость воды.

## Общая форма
Общая форма записи устанавливает связь между средней скоростью потока воды и геометрическими свойствами трубы гидравлическим уклоном.
{\displaystyle V=k\,C\,R^{0,63}\,I^{0,54},}
где:
- V — скорость;
- k — коэффициент пропорциональности, зависящий от системы физических величин (k = 0,849 для международной системы СИ; k = 1,318 для системы единиц, принятой в США);
- C — коэффициент шероховатости;
- R — гидравлический радиус;
- I — гидравлический уклон.

Обычно коэффициент шероховатости C учитывает некоторое возрастание шероховатости с увеличением срока службы трубы согласно таблице:
| Материал                       | Низкое значение C | Высокое значение C | примечания |
| ------------------------------ | ----------------- | ------------------ | ---------- |
| Асбестоцемент                  | 140               | 140                | -          |
| Чугун                          | 100               | 140                | -          |
| Бетон                          | 100               | 140                | -          |
| Медь                           | 130               | 140                | -          |
| Сталь                          | 90                | 110                | -          |
| Гальванизированное железо      | 120               | 120                | -          |
| Полиэтилен                     | 140               | 140                | -          |
| Поливинилхлорид                | 130               | 130                | -          |
| Дисперсно-армированный пластик | 150               | 150                | -          |